# Nationalpark Yacurí
Der Nationalpark Yacurí (spanisch Parque Nacional Yacurí) befindet sich in den Anden im Süden von Ecuador. Der Nationalpark wurde am 30. Dezember 2009 mittels Acuerdo Ministerial No. 138 eingerichtet.

## Lage
Das Schutzgebiet besitzt eine Fläche von 430,91 Quadratkilometern und erstreckt sich über die Provinzen Loja und Zamora Chinchipe. Im Süden grenzt es an Peru. Es liegt in Höhen von 2800 bis 3845 Metern über dem Meeresspiegel. Entlang der Provinzgrenze verläuft in Südsüdwest-Nordnordost-Richtung der Gebirgskamm Cordillera del Portachuelo durch den Nationalpark. Die Westflanke wird über den Río Catamayo, die Ostflanke über den Río Mayo (in Peru: Río Chinchipe) entwässert.

## Ökologie
Der Nationalpark schützt den andinen Páramo mit dessen Krautvegetation und Moorlandschaften sowie in den tieferen Lagen Nebelwälder. Es wurden 18 Säugetierarten und 111 Vogelarten sowie 11 Amphibien-Arten erfasst. Von letzteren gelten 4 als bedroht.